# Schefflera allocotantha
Schefflera allocotantha är en araliaväxtart som först beskrevs av Hermann August Theodor Harms, och fick sitt nu gällande namn av David Gamman Frodin. Schefflera allocotantha ingår i släktet Schefflera och familjen araliaväxter.
Artens utbredningsområde är Bolivia. Inga underarter finns listade.